# Tanychorinae
Tanychorinae  (лат.) — вымершее подсемейство наездников семейства Ichneumonidae. Известны из нижнего мела Забайкалья, Монголии и Китая. Tanychorinae — базальное подсемейство в системе ихневмонид. Оно является предковым для всех остальных ихневмонид, а также для семейства Braconidae.

## История открытия
В 1973 году американский гименоптеролог Генри Таунс (Henry Townes; 1913—1990) описал ископаемый вид Tanychora petiolata (Townes, 1973), который был найден в зазинской свите Забайкалья (112—125 млн лет). Позднее танихорины были найдены в раннем мелу Забайкалья, Монголии и Китая.

## Описание
Мелкие наездники с длиной переднего крыла 1,9—6,5 мм. Представители подсемейства имеют специфическое жилкование переднего крыла: очень крупное зеркальце (ячейка 1+2Rs), развитая жилка 1Rs+M, иногда — рудимент поперечной анальной жилки a1-a2.
- Khasurtella buriatica
- Amplicella mininae
- Amplicella shcherbakovi

## Систематика
В подсемейство включены 6 родов и 15 видов.
- Amplicella Kopylov, 2010[3]
- Khasurtella Kopylov, 2011[4]
- Megachora Kopylov, 2010[3]
- Paratanychora Zhang et Rasnitsyn, 2003[5]
- Tanychora Townes, 1973[2]
- Tanychorella Rasnitsyn, 1975[6]